# فارینلی
فارینِلی (به ایتالیایی: Farinelli) با نام اصلی کارلو ماریا میکل‌آنجلو نیکولا بروچی (به ایتالیایی: Carlo Maria Michelangelo Nicola Broschi) خواننده معروف ایتالیایی است که به دلیل اخته شدن صدای دوران نوجوانی‌اش را حفظ کرد و از صدای زیبایی برخوردار بود.